# Superdonald
Superdonald, in oudere uitgaven Fantomerik genoemd, is een alter ego van Donald Duck. Hij is een Disneyfiguur en superheld, bedacht door de redactie van het Italiaanse Disneyweekblad Topolino. De stripfiguur is de bekendste superheld uit de Disneystrips en is tot heden in meer dan 800 verhalen voorgekomen. Hij verscheen voor het eerst in Topolino #706 (8 juni 1969).
In Nederland zijn de verhalen van Superdonald voornamelijk te lezen in de reeksen Donald Duck Pocket en Donald Duck Dubbelpocket.

## Ontstaan
In de jaren 60 ontving de redactie van Topolino, de Italiaanse tegenhanger van het weekblad Donald Duck, brieven van jonge lezers die klaagden over het feit dat Donald in de toenmalige strips altijd de verliezer was. De hoofdredactrice van Topolino, Elisa Penna, bedacht vervolgens het idee van een alter ego voor Donald, geïnspireerd door de figuur van de fictieve crimineel Dorellik. Dorellik was een parodie op het in Italië populaire personage Diabolik, en Penna zag deze rol ook voor Donalds alter ego weggelegd. De schrijver Guido Martina werkte dit idee uit tot de figuur van Superdonald als wreker van Donald, een geheime identiteit die hem in staat stelt wraak te nemen op onder meer Oom Dagobert en Guus Geluk voor de manier waarop ze Donald behandelen.
Naast Diabolik zijn ook criminelen uit de Franse literatuur als Arsène Lupin, Rocambole en Fantômas, en Amerikaanse superhelden als Batman inspiratiebronnen geweest voor de figuur van Superdonald. Zijn door Willie Wortel ontworpen gadgets vertonen overeenkomsten met die van James Bond.
Martina’s eerste Superdonaldverhaal, Paperinik il diabolico vendicatore (Superdonald de duivelse wreker), verscheen in 1969 in Topolino #706 en 707. In het verhaal, getekend door Giovan Battista Carpi, bezorgt een postbode bij Donald een pakje dat eigenlijk voor Guus Geluk bestemd was. Het pakje bevat de sleutel van Villa Rosa, ooit de woonplaats van de gentleman-dief Fantomius. Hier vindt Donald diens geheime dagboek, wapens en kostuum, waar hij gebruik van maakt om zich te wreken op Oom Dagobert. In het tweede verhaal, getekend door Romano Scarpa, wordt Superdonalds masker geïntroduceerd.

## Ontwikkeling

### Jaren 70 en 80
In de loop der jaren heeft Superdonald een aantal veranderingen ondergaan. In de eerste verhalen, vaak geschreven door Guido Martina, is Superdonald nog niet de onvermoeibare misdaadbestrijder, maar een meer duister personage, dat zich laat leiden door motieven als wraak en soms aan de verkeerde kant van de wet opereert. Deze Superdonald neemt het op tegen Dagobert Duck en Guus Geluk. In de vroege jaren 70 verschuift zijn aandacht naar Rockerduck en de Zware Jongens, respectievelijk een zakenman zonder scrupules en een dievenbende. In deze tijd ontstaat langzaam de figuur van Superdonald als gemaskerde misdaadbestrijder, en het is ook in deze tijd dat Superkatrien voor het eerst opduikt (1973). Dit alter ego van Katrien is een feministische superheldin en een geduchte rivaal van Superdonald. In de confrontaties met Superkatrien valt Superdonald weer terug in Donalds oude rol van verliezer. Ze is door Italiaanse auteurs maar weinig gebruikt. De eerste ontmoetingen met Superkatrien zijn in het Nederlands verschenen in Donald Duck Pocket 4 van de tweede reeks (Fantomerik tegen de dolle Fantomina) uit 1979. Andere Nederlandse vertalingen van de vroege verhalen met Superdonald zijn te vinden in pocket 15 en 41 van de tweede reeks, pocket 114 en 143 van de derde reeks en Dubbelpocket 28.
Vanaf de late jaren 70 schrijft een nieuwe generatie scenaristen verhalen waarin Superdonald meer en meer een misdaadbestrijder wordt, en waarin de duistere ondertoon van de vroege verhalen plaatsmaakt voor een lichtere, komische sfeer, waar regelmatig de draak gestoken wordt met Superdonald. Belangrijke auteurs van deze verhalen zijn Bruno Concina en Giorgio Pezzin. Van de hand van de laatste is onder meer Held zonder geld (pocket 21, derde reeks), een goed voorbeeld van dit type verhalen.
In 1986 en 1987 speelt Superdonald een rol in de in Brazilië geproduceerde reeks O Clube dos Heróis (De Heldenclub). In deze verhalen roept commissaris O’Hara de superhelden uit de Disneystrips bij elkaar om gezamenlijk grote bedreigingen te bevechten. Deze verhalen dragen verder bij aan de ontwikkeling van Superdonald tot superheld. Na voltooiing van de reeks speelt Superdonald een rol in verschillende verhalen uit Brazilië uit de late jaren 80 en vroege jaren 90, vaak in combinatie met Superkatrien. In deze verhalen is Superdonald, geportretteerd als arrogant, dom en onhandig, de tegenpool van de intelligente en succesvolle Superkatrien. De laatste verschijning van Superdonald in een Braziliaans verhaal dateert van 1995. Geen van deze Braziliaanse verhalen is in het Nederlands gepubliceerd.

### Jaren 90
In de vroege jaren 90 introduceren Pezzin en Bruno Sarda in samenwerking met de tekenaar Massimo de Vita de superschurken Spectrus en Inquinator. In 1993 verschijnt het eerste nummer van het maandblad Paperinik e altri supereroi (Superdonald en andere superhelden), het eerste tijdschrift dat volledig aan Disney’s superhelden gewijd is. Wat later in de jaren 90 verschijnen er verhalen waarin Superdonald terugkeert naar zijn duistere wortels. Een goed voorbeeld hiervan is De terugkeer naar Villa Rosa, in Nederland verschenen in pocket 45 (derde reeks) uit 1997.
In 1996 gaat in Italië de serie Paperinik New Adventures (PKNA) van start, waarvan in Nederland delen verschijnen onder de naam Duck Power. Deze serie, qua tekenstijl en verhalen gebaseerd op Amerikaanse superheldenstrips, draait geheel om Superdonald en speelt zich af in de nabije toekomst. Superdonald wordt omgeven door een nieuwe cast van personages en heeft nieuwe bondgenoten, nieuwe wapens en nieuwe, gevaarlijkere vijanden, waaronder de Evroniërs, een buitenaards ras dat de aarde probeert te veroveren.

### Vanaf 2000
In 2000 wordt een poging gedaan Superdonald te introduceren in de Verenigde Staten, waar hij tot dan toe onbekend was. Hiervoor wordt in Disney Adventures 5 en 6 uit 2000 het verhaal The Secret Origin of the Duck Avenger gepubliceerd. Dit door Michel Stewart en Steven Murphy geschreven verhaal is deels gebaseerd op de verhalen uit PKNA en verhaalt een confrontatie van Superdonald met de Evroniërs in een kostuum van Otto van Drakenstein.
In 2001 wordt PKNA vervangen door een tweede serie, PK², waarin Superdonald geconfronteerd wordt met de terugkeer van de zakenman en uitvinder Dirk Duizelduck naar Duckstad. In 2002 wordt deze serie vervangen door PK Pikappa, gebaseerd op Ultimate Marvel. De reeks speelt zich af in een parallel universum waarin de klassieke Superdonald nooit bestaan heeft en Donald gerekruteerd wordt door de Guardiani della Galassia (Wachters van de Melkweg), een interplanetaire organisatie die de opmars van het Evroniaanse imperium probeert tegen te gaan. De serie is minder populair dan zijn voorgangers en wordt in 2005 vervangen door PK Reloaded, een heruitgave van de oorspronkelijke reeks Paperinik New Adventures. In 2002 brengt Ubisoft de game PK: Out of the Shadows uit voor PlayStation 2 en Nintendo GameCube. Het spel is gebaseerd op de Duck Power-wereld. De speler moet als Superdonald, gewapend met zijn extransformerschild en geholpen door de AI Een, een Evroniaanse invasie afslaan. De game ontvangt merendeels negatieve recensies.
In de jaren 2005, 2006 en 2008 publiceert de in Denemarken gevestigde uitgeverij Egmont een aantal verhalen met Superdonald in de hoofdrol die afwijken van hun Italiaanse tegenhangers. De verhalen, bestemd voor de Donald Duck Pockets, leggen meer nadruk op Superdonalds negatieve karaktertrekken. In tegenstelling tot de Italiaanse verhalen, waarin Fantomius al lang overleden is, is de gentleman-dief in deze verhalen nog in leven. Superdonald durft hier zijn geheime identiteit niet te onthullen uit angst dat Fantomius hem dan zijn uitrusting zou afnemen, die immers eigenlijk Guus Geluk toebehoort (zie Ontstaan). Superdonald is vaak uitgerust met een door Willie Wortel uitgevonden superwant vol gadgets. Voorbeelden van deze verhalen zijn De ware erfgenaam (pocket 116) en Schoonmaakwoede (pocket 122).
In 2008 wordt in Italië in Topolino #2726-2734 Ultraheroes (ultrahelden) gepubliceerd, een verhaal van 240 pagina's waarin een team van superhelden onder leiding van Ega Beva een team van superschurken onder leiding van Arend Akelig bevecht. Superdonald ontvangt hier evenals de andere karakters een geheel nieuw kostuum. Een aantal korte vervolgverhalen zijn gepubliceerd in Topolino #2755. Ultraheroes is in 2016 in het Nederlands verschenen. Het verscheen in Nederland als een aparte pocket met de titel Ultrahelden.
Afgezien van enkele sporadische verhalen van de Deense uitgever is Italië nu het enige land waar verhalen van Superdonald geproduceerd worden. In de huidige verhalen is hij een bekwame, intelligente, vaak populaire superheld. De meeste verhalen draaien rond het bestrijden van superschurken, het beschermen van de geheime identiteit en het voorkomen van misbruik van Superdonalds faam. De laatste jaren zijn er enkele verhalen verschenen van de hand van scenarist en tekenaar Marco Gervasio die Superdonalds oorsprong in Villa Rosa en de figuur van Fantomius verder uitwerken. Een voorbeeld hiervan is De schat van Dolly Paprika (pocket 150). Een andere nieuwe ontwikkeling is de sporadische terugkeer van Superkatrien in Italiaanse verhalen vanaf 2007. In dat jaar verschijnt De terugkeer van Superkatrien (pocket 152), waarin Katrien opnieuw haar geheime identiteit aanneemt.

## Superdonald in Nederland
Superdonald verschijnt voor het eerst in Nederland in pocket 4 (Fantomerik tegen de dolle Fantomina, 1979) van de tweede reeks pockets. Deze pocket is een vertaling van de Italiaanse uitgave I Classici di Walt Disney (tweede reeks) #12 en bevat onder meer het eerste verhaal waarin Superkatrien voorkomt. Superdonald wordt in deze uitgave Fantomerik genoemd en Superkatrien Fantomina. Superdonald keert terug in pocket 15 (1983) en 43 (1988), en verschijnt daarna in pocket 21 van de derde reeks (Held zonder Geld, 1994), waar hij voor het eerst de naam Superdonald draagt.
In 1997 is hij weer terug in het verhaal Het duel der magiërs (pocket 43) en sindsdien komt Superdonald met grote regelmaat voor in de pockets. Eveneens vanaf 1997 verschijnt Superdonald regelmatig in de dan pas nieuwe Dubbelpocketreeks. In hetzelfde jaar verschijnt Duck Power 1: De Tijdpiraat, het eerste in het Nederlands vertaalde deel van PKNA. Duck Power blijkt geen succes en wordt na twee delen weer stopgezet. De plaats in de pockets en dubbelpockets is echter blijvend, en af en toe verschijnt Superdonald ook in verwante reeksen als de minipockets en de Engelstalige pockets. De Duck Powerreeks wordt in 2006 nieuw leven ingeblazen en loopt dan tot 2008. Kortere avonturen uit PKNA, PK² en PK Pikappa zijn gepubliceerd in Disney XD Magazine (2010-2012). Hier zijn ook de op Duck Power gebaseerde in Nederland geproduceerde Superdonaldverhalen gepubliceerd, de enige verhalen uit Nederland waarin het personage een rol speelt. De Duck Power-verhalen worden opnieuw uitgebracht in de Premium-serie.
In Nederland zijn meer dan 250 verhalen met Superdonald verschenen, bijna allemaal in de Donald Duck Pockets of Donald Duck Dubbelpockets.

## Uitrusting
Superdonald heeft onder het huis van Donald een geheime basis, die te bereiken is met een lift die in een kleerkast is verborgen. De basis is onder andere voorzien van een laboratorium en een uitgebreid assortiment aan vermommingen en wapens. Donalds auto '313' is door Willie Wortel voorzien van wapens en kan indien nodig vliegen. Wanneer Superdonald de auto gebruikt wordt het kenteken 313 vervangen door een ‘x’.
Superdonalds meest gebruikte attributen zijn een verlampistool, laarzen met springzolen en een pistool met een aan een veer verbonden bokshandschoen.

## Superdonald in verschillende talen
| Taal               | Naam                    | Betekenis                                                                               |
| ------------------ | ----------------------- | --------------------------------------------------------------------------------------- |
| Bulgaars           | Супердък                | Superduck                                                                               |
| Chileens-Spaans    | Patik                   | Combinatie van pato (eend) en Diabolik                                                  |
| Chinees            | 超人鴨                  | Superman-eend                                                                           |
| Colombiaans-Spaans | Superpato               | Supereend                                                                               |
| Deens              | Stålanden               | De Staaleend, afgeleid van Stålmannen, een Deens naam voor Superman, en anden (de eend) |
| Duits              | Phantomias              |                                                                                         |
| Engels             | Duck Avenger            | Eend-Wreker                                                                             |
| Estisch            | Super-Part              |                                                                                         |
| Fins               | Taikaviitta             | Tovermantel                                                                             |
| Frans              | Fantomiald              | Combinatie van Fantômas en Donald?                                                      |
| Grieks             | Φάντομ Ντακ             |                                                                                         |
| Hongaars           | Fantomkacsa             |                                                                                         |
| IJslands           | Stálöndin               |                                                                                         |
| Indonesisch        | Super Donal             | Superdonald                                                                             |
| Italiaans          | Paperinik               | Combinatie van Paperino (Donald, letterlijk eendje) en Diabolik                         |
| Kroatisch          | Pato Pašman             |                                                                                         |
| Nederlands         | Superdonald             | Superdonald                                                                             |
| Noors              | Fantonald               |                                                                                         |
| Pools              | Superkwęk               | Superkwek                                                                               |
| Portugees          | Superpato               | Supereend                                                                               |
| Russisch           | Железный Дак            |                                                                                         |
| Servisch           | Фантом Паја/Fantom Paja |                                                                                         |
| Spaans             | Patomas                 | Combinatie van pato (eend) en Fantômas                                                  |
| Turks              | Maskaldi                |                                                                                         |
| Zweeds             | Stål-Kalle              | Staaldonald, van Stålmannen, de Zweedse naam voor Superman, en Kalle (Donald).          |